# Брызгина, Ольга Аркадьевна
О́льга Арка́дьевна Бры́згина (до замужества Владыкина; род. 30 июня 1963, Краснокамск, Пермская область) — советская и украинская легкоатлетка, специализировалась в спринте, трехкратная олимпийская чемпионка. Рекордсменка мира, двукратная чемпионка мира, многократная чемпионка СССР (в 1983–1992).
Заслуженный мастер спорта СССР (1987). Заслуженный работник физической культуры и спорта Украины (2013). Выступала за «Динамо» (Луганск), депутат Луганского областного совета с 2006 по 2010 годы.
Вместе с супругом, также легкоатлетом и олимпийским чемпионом Виктором Брызгиным и их двумя дочерьми, тоже легкоатлетками, их называют самой титулованной спортивной династией в украинской легкой атлетике (на четверых у них шесть Олимпийских медалей: три золота и серебро Ольги Брызгиной, золото Виктора Брызгина и бронза их дочери Елизаветы Брызгиной). А их «семейным» тренером является Владимир Федорец.

## Биография
Родилась в небольшом уральском городке Краснокамске; родители работали на заводе («ударники труда, их фотографии висели на доске почёта», — вспоминала Ольга). Посещала музыкальную школу и даже мечтала стать пианисткой. Начала занятия спортом в ДЮСШ Краснокамска. 1-й тренер — Галина Васильевна Свешникова. Вспоминала: «В 1979 году на соревнованиях в Гомеле меня заметил тренер ворошиловградского спортинтерната и пригласил переехать к ним — учиться и тренироваться. Мама поначалу была против и не соглашалась отпускать меня, 16-летнюю девчонку, в чужой город. Но я настояла на своем».
В 1979 г. переехала в Ворошиловград, первоначально попала к Виктору Михайловичу Червяку, заслуженному тренеру Украины по лёгкой атлетике. Затем её начнет тренировать Владимир Федорец, Брызгина перешла к нему в 1982 году. Первые большие успехи пришли в 1983 году, когда она становится чемпионкой СССР. Пропустив из-за бойкота Олимпийские игры 1984 года, Брызгина побеждает на турнире «Дружба-84» (завоевала бронзовую медаль на дистанции 400 м. и золотую медаль в эстафете 4х400 м) и также выигрывает Кубок Европы 1985 года в составе сборной СССР.
Свой личный рекорд и рекорд СССР в беге на 400 метров установила в одном забеге финала Кубка Мира 1985 года с называемой легендарной, немкой Маритой Кох. Та тогда обновила мировой рекорд 47.60, а Брызгина пришла второй 48.27 сек. Вспоминала: "На Кубке мира в Австралии (1985 год), мне кажется, что у меня была наилучшая форма... Я была на пике, мне казалось, что я не бегаю, а летаю".
Триумф спортсменки пришёлся на чемпионат мира 1987 года, где она стала чемпионкой мира.
На Олимпийских играх в Сеуле Брызгина выигрывает два золота. Сначала в беге на 400 метров и затем в составе эстафетной команды 4×400 метров, где сборная СССР установила мировой рекорд 3 мин 15.17 сек. В финале спортсменки сборной СССР выдержали острейшую конкуренцию со стороны сборной США. Ольга Брызгина, которая бежала на последнем этапе, смогла удержать небольшое преимущество над называемой легендарной, американкой Флоренс Гриффит-Джойнер. Брызгина вспоминала: «В Сеуле я была восхищена талантом американской звезды Флоренс Гриффит-Джойнер. Кстати, она поначалу не собиралась участвовать в эстафете 4×400 метров. Мы только в накопителе, где проходит подготовка к выходу на беговую дорожку, узнали, что Флоренс бежит».
На чемпионате мира 1991 года в Токио стала победительницей в эстафете 4×400 метров. На Олимпийских играх в Барселоне (1992) Брызгина выигрывает золото в составе эстафеты 4x400 метров (СНГ). А в личном же первенстве она финишировала второй, получив серебряную медаль. Вспоминала: "Тогда мне было уже около тридцати. Моя основная соперница, Мари-Жозе Перек, могла похвалиться здоровьем и молодостью и к тому же обладала неиссякаемой энергией. Глядя на француженку, я сказала себе: «Наверное, в этот раз сам Бог велел мне быть второй». Чтобы вцепиться зубами в победу, мне попросту не хватило сил...»
В 1992 году Брызгина ушла из большого спорта. Работала на должности директора СДЮШОР легкой атлетики «Динамо», затем стала старшим тренером сборной команды Украины по лёгкой атлетике по Луганской области. Вице-президент Федерации легкой атлетики Украины, вице-президент федерации легкой атлетики Луганской области. Окончила Луганский государственный педагогический институт им. Т. Г. Шевченко по специальности учитель физкультуры.
Награждена орденом «Дружбы Народов», медалью «За трудовую доблесть», знаком отличия Президента Украины и орденом «За заслуги» II степени (2002). Почётный гражданин Луганска (1992). Обладатель награды «Спортивная слава Украины».
Моя спортивная карьера сложилась самым лучшим образом. У меня есть все возможные в мире спорта титулы. Наш с девочками мировой рекорд в эстафете держится и по сей день. Да и в личных дисциплинах мои результаты не утратили актуальности: в СССР никто так быстро еще не бежал. Единственное, для полноты коллекции мне не хватает олимпийской «бронзы». Но это не то, о чем стоит сожалеть. Я успела все. А кроме медалей, родила еще двух прекрасных дочерей.
Выдвигалась в качестве кандидата в Луганский областной совет от Партии Регионов.
С 2022 года проживает в городе Киев.

### Семья
В 1986 году вышла замуж за известного советского легкоатлета Виктора Брызгина. В их семье две дочери, которые с детства занимаются легкой атлетикой - и начали свою спортивную карьеру у тренера их родителей Владимира Федорца.
Старшая дочь Елизавета Брызгина — член сборной Украины по лёгкой атлетике, также специализируется в спринте, чемпионка Европы, призёр Олимпийских игр. Младшая дочь Анастасия Брызгина тоже стала выступать в спринте, после поступления в Запорожский национальный университет начала тренироваться под руководством Константина Рурака; ныне она уже двухкратная чемпионка Европы среди юниоров.

## Личные рекорды
- 200 метров 22.44 сек — 1985
- 400 метров 48.27 сек — 1985[8]